# 獵鷹 (電視劇)
《獵鷹》（英語：The Emissary），香港電視廣播有限公司時裝警匪電視劇，於1982年首播，由劉德華、陳敏兒、葉德嫻及劉江領銜主演，監製李添勝。此劇乃劉德華首度出任主角的劇集。是港劇少有其中一個首演主角而一炮而紅并從此演藝事業走上康莊大道的特例，另一著名例子就是过客之於黃日華。
此劇於1984年、1986年、1996年、2003年及2012年在翡翠台、2005年8月在廣東廣播電視台珠江頻道、2011年9月18日及2014年3月31日在TVB星河頻道重播。

## 剧情
描写新一代警官成长的过程：一个充满理想的大学生投身警界，后来成为卧底神探，伪装为毒贩头子的得力助手进行工作。经过长期的辛苦工作，他搜集到了贩毒头子的大量犯罪证据，终於“猎鹰”成功。

## 演員表
- 劉德華 飾 江大偉
- 陳敏兒 飾 王嘉琦（江大偉的女友）
- 劉　江 飾 戚　幹（江大偉的爸爸）
- 葉德嫻 飾 江　霞（江大偉的媽媽）
- 梁朝偉 飾 王文昇（王嘉琦的弟弟）
- 秦　沛 飾 劉振棠（江大偉的教官）
- 劉兆銘 飾 陸一帆（販毒頭子）
- 曾慶瑜 飾 康　華（陸一帆妻子）
- 許紹雄 飾 崔　福
- 關菊英 飾 Wendy/十三妹
- 李國麟 飾 游國基
- 鄭則士 飾 肥　陳
- 戴志偉 飾 CID
- 焦　雄 飾 陳　水
- 羅國維 飾 周祥旺
- 胡美儀 飾 Ci Ci
- 陳安瑩 飾 王嘉慧（王嘉琦的妹妹）
- 黃宗賜 飾 王文俊（王嘉琦的弟弟）
- 談泉慶 飾 李幫辦
- 麥飛霏 飾 阿　君
- 梁鴻華 飾 昭
- 曾偉明 飾 炳
- 曹　濟 飾 彪
- 白文彪 飾 癲　佬
- 吳業光 飾 郭Sir
- 飾 唐先生（戚幹的包租公）
- 梁　愛 飾 唐　太（戚幹的包租婆）
- 石少麟 飾 旦家文
- 鄭少萍 飾 王師奶
- 徐廣林 飾 張　錦（陸一帆手下）
- 廖駿雄 飾 牛
- 魯振順 飾 歐
- 李健川 飾 梁
- 曾玉霞 飾 Linda
- 曾楚霖 飾 屎坑松
- 黃素媚 飾 少　女
- 吳志強 飾 道友甲
- 馮錦璋 飾 油脂甲
- 李潔瑩 飾 女　客
- 武振子 飾 歌　女
- 李樹佳 飾 崩口超
- 陳國權 飾 神槍手
- 梅　蘭 飾 霞　母
- 劉偉海 飾 添
- 陳狄克 飾 全
- 何貴林 飾 Peter
- 李國平 飾 花仔明
- 許逸華 飾 Kitty
- 徐曼華 飾 舞女甲
- 陳嘉賢 飾 護士甲
- 葉麗霞 飾 護士乙
- 吳華山 飾 發
- 鄧汝超 飾 蘇
- 蔡文生 飾 起
- 池佩芬 飾 王同事
- 李青薇 飾 工　人/萍　姐
- 洪志明 飾 道　友
- 譚　天 飾 線人甲
- 石中玉 飾 線人乙
- 王家駒 飾 總警司
- 馬慶生 飾 督　察
- 陳志榮 飾 督　察
- 甄茂強 飾 督　察
- 何　雲 飾 胡老大
- 徐新義 飾 謝老大
- 潘宏彬 飾 雄
- 凌　漢 飾 阿　德
- 高　雄 飾 飛毛腿
- 梁克遜 飾 張律師
- 孫季卿 飾 泰國毒販
- 甘永禧 飾 楊先生
- 梁克舜 飾 張助手
- 曾錫強 飾 志
- 林偉圖 飾 馮督察
- 黃思恩 飾 CID
- 黃英華 飾 CID
- 方偉明 飾 CID
- 麥子雲 飾 CID
- 梁少狄 飾 CID
- 戴志偉 飾 CID
- 金　雷 飾 毒　販
- 梁　雄 飾 全
- 李樹芬 飾 標
- 香　海 飾 船　家
- 冼成海 飾 CID
- 徐有明 飾 CID
- 黃麗發 飾 超　友
- 羅本能 飾 士多老闆
- 林文偉 飾 馮督察
- 周星馳 飾 督察學員、抱打不平的市民
- 鄺寶財 飾 步操督察